# Commissione Šidlovskij
La Commissione Šidlovskij (in russo Комиссия Шидловского?, Komissija Šidlovskogo) fu un organismo voluto nel 1905 dallo zar Nicola II per studiare le cause del malcontento dei lavoratori di San Pietroburgo. Esso non arrivò mai ad insediarsi, ma alcune fasi del suo processo di formazione costituirono una significativa esperienza di organizzazione operaia che si sarebbe riflettuta, nello stesso periodo, nella nascita dei Soviet.

## Storia
A seguito della Domenica di sangue, un decreto dello zar emanato l'11 febbraio 1905 stabiliva la formazione di una commissione per chiarire «le cause del malcontento dei lavoratori nella città di San Pietroburgo e della sua periferia, e per cercare di eliminarle in futuro». Il consigliere di Stato Nikolaj Illiodorovič Šidlovskij fu posto a capo della commissione, che avrebbe dovuto essere formata da funzionari statali, da industriali e da cinquanta delegati operai.
La procedura di scelta di questi ultimi prevedeva un doppio turno di elezioni da svolgersi nelle fabbriche di Pietroburgo, selezionate in base a nove diverse tipologie di produzione. Al primo turno sarebbero stati scelti 400 elettori che in una seconda tornata avrebbero eletto i delegati alla commissione Šidlovskij. Dei 400 elettori scelti, il 20% risultarono essere socialdemocratici, sia menscevichi che bolscevichi, il 40% radicali dell'Assemblea di Gapon, e gli altri elementi economicisti dell'Unione di Liberazione (Союз освобождения, Sojuz osvoboždenija).
Sotto l'influsso dei bolscevichi, il 2 marzo gli elettori chiesero che per eleggere i delegati fosse loro garantito il diritto di riunione e di libera discussione e propaganda, la riapertura delle associazioni operaie soppresse, la liberazione di candidati operai detenuti dopo la manifestazione del 22 gennaio, e che i lavori della commissione fossero pubblici. Il 3 marzo le richieste furono respinte, cosicché gli elettori invitarono al boicottaggio della commissione e allo sciopero per ottenere la giornata lavorativa di otto ore, le assicurazioni previdenziali e la fine della guerra. Il 5 marzo un decreto dello zar sciolse la commissione Šidlovskij.